# 李托
李托（10世纪—970年），五代十国时南汉宦官，封州封川人。
他年轻时学习骑射，侍奉高祖劉龑，为内府局令。中宗刘晟即位，转任内侍省内侍。充当宫闱诸卫押番、兼秀华宫使。后主劉鋹即位後，改任玩华宫使、内侍监、兼列圣景阳二宫使。李托把自己的两个养女献给后主，一个为贵妃，一个为美人。政事都经过李托後施行。加特进、开府仪同三司、甘泉宫使、兼六军观军容使、行内中尉，转任骠骑上将军、内太师。宋朝军队攻下韶州，节度副使辛延渥到北宋请和纳款，李托阻止他。南汉灭亡，李托被擒，押到许田，宋太祖质问他，到汴京，将李托处死。